# Cinghiale (araldica)
In araldica il cinghiale simboleggia audacia e ferocia ed è emblema della caccia. Inoltre così come l'aquila era l'emblema delle legioni romane, il cinghiale era spesso associato ai Galli.
È molto frequente la rappresentazione della sola testa del cinghiale.

Cinghiale di nero, difeso d'argento (Oberwies, Germania)
Cinghiale di nero, cinghiato di rosso (Benevento)
Cinghiale di nero, difeso d'argento (Peia)
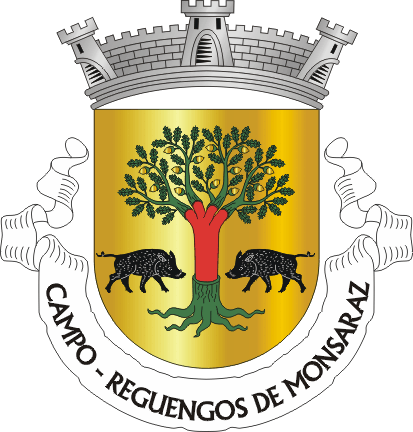
Quercia accompagnata da due cinghiali affrontati (freguesia di Campo, Reguengos de Monsaraz, Portogallo)
Cinghiale passante (Eberbach, Germania)
Cinghiale passante (Distretto di Botnang, Germania)
Cinghiale di nero, difeso d'argento (Žamberk, Repubblica Ceca)
Teste recise di cinghiale di nero, difese d'argento, illuminate di rosso (Les Orres, Francia)
un cinghiale passante nero

## Attributi araldici
- Cinghiato se presenta una cinghia intorno al corpo
- Difeso quando i denti sono di smalto diverso
- Lampassato quando di smalto diverso è la lingua
- Passante quando in atto di camminare
- Rampante se con le zampe anteriori sollevate, quella destra in avanti
- Unghiato quando le unghie sono di smalto diverso